# Camion-citerne rural
Pour les articles homonymes, voir CCR.
Le camion-citerne rural (CCR) est un camion de pompiers utilisé principalement dans la lutte contre l'incendie, pour les feux hors route.

## Description
Le camion-citerne rural est une combinaison de deux véhicules : le premier est le fourgon pompe-tonne (FPT) voire le fourgon pompe-tonne léger (FPTL) en raison de ses capacités hydrauliques puisqu'il possède une capacité minimale en eau de 2 500 litres et une pompe débitant au minimum 1 500 litres par minute ; le second véhicule représenté est le camion-citerne feux de forêts (CCF) du point de vue du franchissement.
L''autre particularité de ce véhicule est qu'il peut passer du mode route au mode tout terrain en quelques secondes, calqué sur le temps nécessaire au remontage des dévidoirs mobiles, à l'arrière du véhicule.